# Монети України (монета)
«Моне́ти Украї́ни» — пам'ятна монета номіналом 2 гривні, випущена Національним банком України. Присвячена проведенню в Україні грошової реформи і запровадженню національної валюти — гривні та її сотої частини — копійки.
Монету введено в обіг 12 березня 1997 року. Вона належить до серії «Відродження української державності».
Єдина монета серед пам'ятних та ювілейних монет України, котра була відкарбована на Луганському монетному дворі.

## Історія
Після освоєння Луганським монетним двором випуску роздрібних обігових монет, було вирішено освоїти ще і випуск ювілейних нейзильберових монет.
У МНТЦ «Техноліт» було замовлено партію стрічок нейзільберу, на яких у 1994 році на монетному дворі відкарбували звичайні монети номіналом у 50 копійок. Після хімічного випробування монет було визнано нейзильбер «Техноліту» придатним для виготовлення монет.
Пропонувались різні проєкти ювілейної монети, серед яких була і гривня на честь 200-річчя міста Луганськ, але прийняли проєкт художника О. А. Івахненка, присвячений обіговим монетам України. 22 вересня 1995 року НБУ затвердив дизайн нової монети. До квітня 1996 року було підготовлено обладнання для карбування монети. 24 квітня до НБУ надіслали три пробні екземпляри, їх прийняли, але із уточненнями і змінами у дизайні, тому до вересня 1996 року на монетарні виготовляли нові штемпелі.
4 вересня 1996 року Луганський монетний двір перейшов до масового карбування монети номіналом 2 гривні «Монети України». До кінця року до НБУ здали 250000 монет (Весь наклад 250000 + 20000 екземпвлярів додатково карбували інструментальники цеху № 40 В. Г. Комісаренко Ф.I. Дьяков). З кінця 1996 року на монетному дворі м. Луганська проводились роботи по виготовленю заготовок цієї монети з інших металів, зокрема з латуні вкритою нікелем. Але під час карбування нікель почав лущитись. Тому майже усі монети були переплавлені, Екземпляри які збереглися — дуже рідкісні. Також рідкісні i латунні монети, які не встигли вкрити нікелем. Майже унікальні бікольорові монети (кільце з нейзильберу, вставка з латуні).

## Опис монети та характеристики
| Номінал грн. | Метал      | Маса, грам | Діаметр, мм. | Якість виготовлення | Гурт     | Тираж, штук |
| ------------ | ---------- | ---------- | ------------ | ------------------- | -------- | ----------- |
| 2            | нейзильбер | 12,8       | 31,0         | звичайна            | рифлений | 250 000     |

### Аверс
На аверсі монети знаходиться зображення малого Державного Герба України в обрамленні з двох боків гілками калини. Над гербом розміщена дата «1996» — рік карбування монети. По колу монети напис «НАЦІОНАЛЬНИЙ БАНК УКРАЇНИ», внизу під гербом у два рядки напис «ДВІ ГРИВНІ».

### Реверс

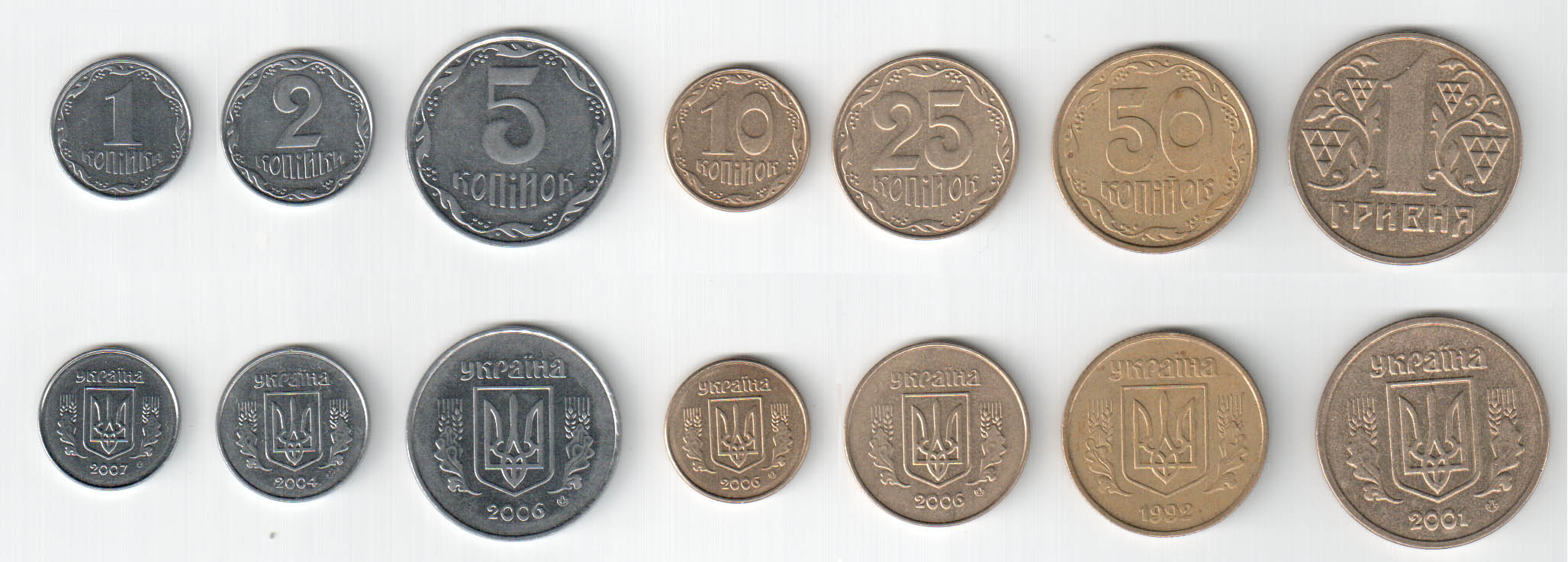
Обігові монети України, які були в обігу в 1996-2019 роках

На реверсі монети розміщені зображення розмінних монет номіналами 1, 2, 5, 10, 25, 50 копійок і 1 гривня. Вгорі у два рядки напис «МОНЕТИ УКРАЇНИ».

## Автори
- Художник — Івахненко Олександр.
- Скульптор — Мітіна Надія.

## Вартість монети
Під час введення монети в обіг 1997 року, Національний банк України розповсюджував монету за її номінальною вартістю — 2 гривні.
Фактична приблизна вартість монети, з роками змінювалася так:
| Рік        | 2005 | 2006 | 2007 | 2008 | 2009 | 2010 | 2011 | 2012 | 2013 | 2014 | 2015 | 2016 | 2017 | 2018 | 2019 | 2020 | 2021 | 2022 | 2023 | 2024 | 2025 |
| ---------- | ---- | ---- | ---- | ---- | ---- | ---- | ---- | ---- | ---- | ---- | ---- | ---- | ---- | ---- | ---- | ---- | ---- | ---- | ---- | ---- | ---- |
| Ціна, грн. | 10   | 14   | 25   | 25   | 30   | 30   | 50   | 50   | 50   | 60   | 80   | 100  | 130  | 150  | 200  | 200  | 340  | 340  | 550  | 650  | 710  |